# Charles Blount, V barón de Mountjoy
Charles Blount, V Barón de Mountjoy (28 de junio de 1516 - 10 de octubre de 1544) fue un cortesano inglés y mecenas del aprendizaje.

## Vida
Charles Blount nació el 28 de junio de 1516 en Tournai, donde su padre, William Blount, IV barón de Mountjoy, era gobernador. La madre de Charles era la segunda esposa de William, Alice, hija de Henry Keble, alcalde de Londres.
En 1522 Jan van der Cruyce, graduado de la Universidad de Lovaina y amigo de Erasmo, viajó a Inglaterra para convertirse en tutor privado de los hijos de Mountjoy. Permaneció en el hogar hasta 1527, cuando regresó a Lovaina y fue nombrado profesor de griego. Posiblemente por recomendación de Erasmo, van der Cruyce fue sucedido por Petrus Vulcanius de Brujas, también graduado de Lovaina, quien permaneció en Inglaterra hasta 1531. En 1531, Erasmo elogió a Blount por su buen estilo escrito, pero después de la partida de Vulcanius, se dio cuenta de que el crédito debería haber ido al preceptor en lugar del estudiante.
John Palsgrave, quien compuso L'esclarcissement de la langue francoyse (impreso en 1530 y dedicado a Enrique VIII) y fue tutor de Henry Fitzroy, también dio clases a los hijos de varios nobles de la corte, incluido Blount. Uno de sus compañeros de clase en este grupo fue Lord Thomas Howard, hijo del segundo Duque de Norfolk, cuyo propio tutor en Lambeth había sido John Leland. Leland, a su vez, elogió la habilidad de Charles en latín y le presentó un libro junto con versos encomiásticos.
En 1523, Juan Luis Vives escribió un breve tratado educativo dedicado a Charles, De ratione studii puerilis ad Carolum Montioium Guilielmi filium. Esto sirvió como paralelo al tratado sobre educación femenina que Vives había compuesto en el mismo año para beneficio de María Tudor. Erasmo añadió el nombre de Charles al de su padre en la dedicatoria de la edición de 1528 de los Adagia, y Charles fue el destinatario de las siguientes dos ediciones (1533, 1536) también. Erasmo también le dedicó su edición de 1531 de Livio.
Alrededor de agosto de 1530, Charles Blount se casó con su hermanastra Anne, hija de Robert Willoughby, II barón Willoughby de Broke. Su madre era Dorothy, hija de Thomas Grey, Marqués de Dorset, quien se convirtió en la cuarta esposa del padre de Charles.
Al suceder al título después de la muerte de su padre en 1534, Mountjoy asistió regularmente a la Cámara de los Lores. En mayo de 1537 fue uno de los pares convocados para el juicio de Thomas Darcy y John Hussey, I barón Hussey de Sleaford, y también estuvo en el panel del 3 de diciembre de 1538 para el juicio de Henry Pole, I barón de Montagu, y Henry Courtenay, Marqués de Exeter, su propio cuñado. Su casa de campo estaba en Apethorpe, Northamptonshire, y en Londres, vivía en Silver Street.
Después de la disolución de la Abadía de Syon en 1539, Mountjoy otorgó asilo en su casa de Londres al piadoso, erudito y abiertamente conservador sacerdote Richard Whitford, quien había sido patrocinado por su padre. Whitford permaneció en el hogar hasta su muerte en 1542 y puede haber actuado como tutor de los hijos de Mountjoy. Al igual que su padre, Mountjoy estaba profundamente interesado en el programa educativo humanista e intentó involucrar al erudito y educador Roger Ascham, quien enseñaba en Cambridge, como tutor de su hijo mayor y secretario personal. Aunque Ascham no aceptó el cargo, y también rechazó una oferta similar de Margaret Roper, admiraba a Mountjoy y se refería en términos halagadores a su aprendizaje, comparando su hogar por su mecenazgo del aprendizaje con el de los Médici.
A Mountjoy se le concedió el Preceptorio de Yeaveley en Derbyshire, por Enrique VIII, tras la disolución.
Mountjoy redactó su testamento el 30 de abril de 1544, justo antes de embarcarse para Francia con la fuerza expedicionaria. En él, amonestó a sus hijos a "mantenerse dignos de tanto honor como para ser llamados en el futuro a morir por su señor y país". También compuso su propio epitafio en versos ingleses. Después de estar presente con Enrique VIII en el asedio de Boulogne, murió el 10 de octubre de 1544 en Hooke, Dorset (anteriormente el hogar de su madre), probablemente a causa de una enfermedad contraída en la campaña. En su testamento, calculó sus activos, en dinero, bienes y deudas que se le debían, en casi £2,100. Entre otros legados, dejó 40 marcos para proporcionar conferencias a los niños de Westbury-under-the-Plain, Wiltshire, durante los dos años siguientes. Fue enterrado en St Mary Aldermary en la Ciudad de Londres. Su viuda volvió a casarse y vivió hasta 1582.